# Breaking the Shackles
Breaking the Shackles è un cortometraggio muto del 1915 diretto da Carlton S. King.

## Trama
Un medico riesce a sottrarsi alla sua dipendenza dalla cocaina.

## Produzione
Il film fu prodotto dalla Edison Company.

## Distribuzione
Distribuito dalla General Film Company, il film - un cortometraggio in una bobina - uscì nelle sale cinematografiche USA l'11 settembre 1915.